# Coppa America di pallavolo 2008
La VII Coppa America di pallavolo si svolse a Cuiabá, in Brasile, dal 24 al 28 settembre 2008. Al torneo parteciparono 6 squadre nazionali nordamericane e sudamericane  e la vittoria finale andò per la seconda volta a Cuba.

## Squadre partecipanti
- Argentina
- Brasile
- Cuba
- Messico
- Stati Uniti
- Venezuela

## Gironi
| Gruppo A                   | Gruppo B                  |
| -------------------------- | ------------------------- |
| Argentina Cuba Stati Uniti | Brasile Messico Venezuela |

## Fase finale

### Finali 1º e 3º posto
|  | Semifinali | Semifinali | Semifinali |      |         | Finale          | Finale          | Finale          |  |
|  |            |            |            |      |         |                 |                 |                 |  |
|  | Brasile    | Brasile    | 3          |      |         |                 |                 |                 |  |
|  | Brasile    | Brasile    | 3          |      |         |                 |                 |                 |  |
|  | Argentina  | Argentina  | 0          |      |         |                 |                 |                 |  |
|  | Argentina  | Argentina  | 0          |      | Brasile | Brasile         | 2               |                 |  |
|  |            |            |            |      | Brasile | Brasile         | 2               |                 |  |
|  |            |            | Cuba       | Cuba | 3       |                 |                 |                 |  |
|  | Venezuela  | Venezuela  | Cuba       | Cuba | 3       | 2               |                 |                 |  |
|  | Venezuela  | Venezuela  |            |      |         | 2               |                 |                 |  |
|  | Cuba       | Cuba       | 3          |      |         | Finale 3º posto | Finale 3º posto | Finale 3º posto |  |
|  | Cuba       | Cuba       | 3          |      |         |                 |                 |                 |  |
|  |            |            |            |      |         |                 |                 |                 |  |
|  |            |            |            |      |         | Argentina       | Argentina       | 0               |  |
|  |            |            |            |      |         | Argentina       | Argentina       | 0               |  |
|  |            |            |            |      |         | Venezuela       | Venezuela       | 3               |  |

## Classifica finale
| Classifica | Squadre     | Qualificazione                   |
| ---------- | ----------- | -------------------------------- |
|            | Cuba        |                                  |
|            | Brasile     |                                  |
|            | Venezuela   |                                  |
| 4          | Argentina   |                                  |
| 5          | Stati Uniti |                                  |
| 6          | Messico     | Qualificazioni World League 2010 |

## Premi individuali
- Miglior realizzatore: Roberlandy Simón
- Miglior schiacciatore: Roberlandy Simón
- Miglior muro: Éder Carbonera
- Miglior servizio: Evan Patak
- Miglior palleggiatore: Bruno de Rezende
- Miglior ricevitore: Sérgio dos Santos
- Miglior difensore: Martín Meana
- Miglior libero: Sérgio dos Santos